# Knautia chassagnei
Knautia chassagnei är en tvåhjärtbladig växtart som beskrevs av Szabo. Knautia chassagnei ingår i släktet åkerväddar, och familjen Dipsacaceae. Inga underarter finns listade i Catalogue of Life.